# Adem Bereket
Adem Bereket, född den 19 juli 1973, är en turkisk brottare som tog OS-brons i welterviktsbrottning i fristilsklassen 2000 i Sydney.